# استفان پدرون
استفان پدرون (انگلیسی: Stéphane Pédron؛ زادهٔ ۲۰ فوریهٔ ۱۹۷۱) بازیکن فوتبال اهل فرانسه است.
از باشگاه‌هایی که در آن بازی کرده‌است می‌توان به باشگاه فوتبال لانس، باشگاه فوتبال پاری سن ژرمن، باشگاه فوتبال سن-اتین، و باشگاه فوتبال لوریان اشاره کرد.
وی همچنین در تیم ملی فوتبال Brittany بازی کرده‌است.